# Tatsuo Ōsone
Tatsuo Ōsone (大曾根辰夫, Ōsone Tatsuo), né le 15 juillet 1904 et mort le 22 octobre 1963, est un réalisateur et scénariste japonais.

## Biographie
Tatsuo Ōsone entre à la Shōchiku en 1925, il travaille comme assistant réalisateur pendant une décennie auprès de maîtres du genre jidai-geki (films historiques) tels que Daisuke Itō et Teinosuke Kinugasa. Il réalise son premier film Ishii Tsuneemon en 1934 et effectue toute sa carrière à la Shōchiku. C'est un réalisateur fiable que la société de production tient en haute estime, elle lui confie notamment la réalisation de quatre versions de Chūshingura, la fameuse histoire des 47 rōnin, qui sont toujours des productions prestigieuses. Les budgets importants qu'on lui confie permettent à Tatsuo Ōsone d'engager des acteurs et des équipes techniques de haut vol et de travailler avec des plateaux de tournages élaborés. À l'instar d'un Yasujirō Ozu, d'un Kenji Mizoguchi ou d'un Akira Kurosawa, il travaille souvent avec les mêmes acteurs et les mêmes équipes techniques.
Tatsuo Ōsone a essentiellement réalisé des « films d'époque » (jidai-geki), une des exceptions étant le film Kemono no yado (1951), réalisé d'après un scénario d'Akira Kurosawa avec en vedette Kōji Tsuruta, et qui se passe dans le milieu des yakuzas. Tout au long de sa carrière, Tatsuo Ōsone n'a jamais prétendu être autre chose qu'un artisan talentueux de films de genre, mais si peu de ses films sont entrés dans le fameux classement des dix meilleurs films japonais de l'année établi par la revue Kinema Junpō, ces derniers sont populaires, divertissants et, chose importante pour la Shōchiku, rencontrent le succès auprès du public.
Tatsuo Ōsone a réalisé 95 films et écrit deux scénarios entre 1934 et 1963, tous pour la Shōchiku.

## Filmographie
Sauf indication contraire, la filmographie de Tatsuo Ōsone est établie à partir de la base de données JMDb.

### Comme réalisateur

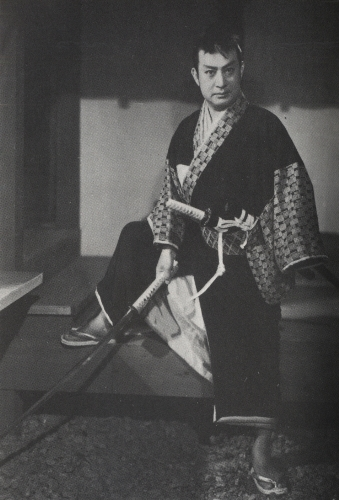
Utaemon Ichikawa dans Hatamoto taikutsu otoko: Edo-jō makaritōru (1952).

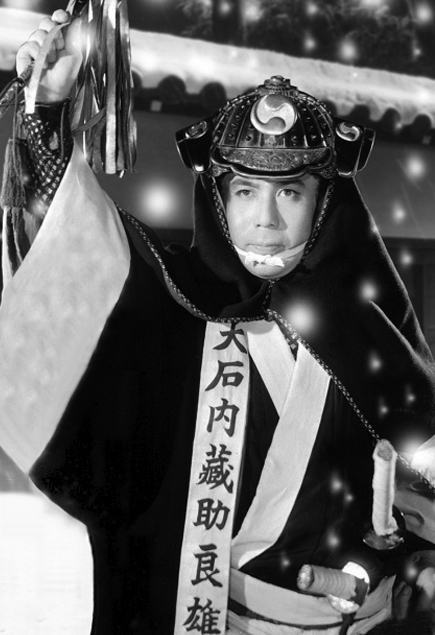
Kōshirō Matsumoto VIII dans Chūshingura (1954).

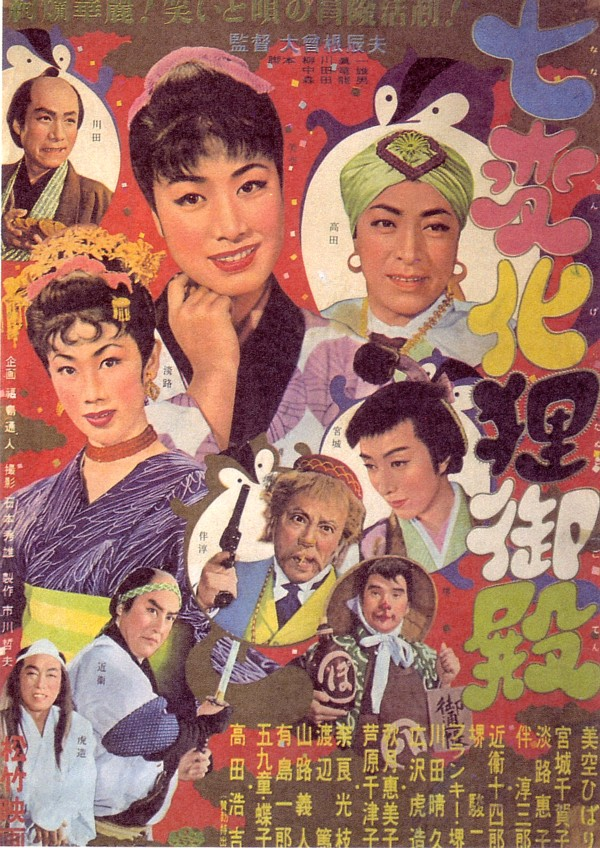
Affiche japonaise de Shichihenge tanuki gotenu (1954).

#### Années 1930
- 1934 : Ishii Tsuneemon (石井常右衛門?)
- 1934 : Yakko kagamiyama (奴かがみ山?)
- 1934 : Jirokichi kōshi (次郎吉格子?)
- 1934 : Genzaburō ihen: Hissatsu kenki no maki (源三郎異変 必殺剣鬼の巻?)
- 1934 : Genzaburō ihen: Kenran shibo no maki (源三郎異変 絢爛恋慕の巻?)
- 1935 : Ōedo shusse kouta (大江戸出世小唄?)
- 1935 : Samura hi jingi (さむらひ仁義?)
- 1935 : Otoko no uta yakuza no okite (男の唄やくざの掟?)
- 1935 : Nagare utatsuki no deshio (流れ唄月の出潮?)
- 1936 : Kiso no benigasa (木曾の紅笠?)
- 1936 : Edo bushime o to sugata (江戸節めをと姿?)
- 1936 : Arakawa no Sakichi (荒川の佐吉?)
- 1936 : Yosaburō ukina hayashi (与三郎 浮名囃子?)
- 1937 : Nidaime yajikita (二代目弥次喜多?)
- 1937 : Chōhan tsuki no yawa (丁半雪の夜話?)
- 1937 : Hyaku hanashi ushimitsudoki (百噺丑満刻?)
- 1937 : Jirōkichi uta zange (次郎吉唄ざんげ?)
- 1937 : Oshizu Reizō (お静礼三?)
- 1938 : Bosatsu no mayu (菩薩の眉?)
- 1938 : Yakko Ginpei (奴銀平?)
- 1939 : Tobi to yotamono (鳶と与太者?)
- 1939 : Tsukigata Hanpeita (月形半平太?)
- 1939 : Hanagumori (花曇?)
- 1939 : Shingetsu Sumidagawa (新月隅田川?)
- 1939 : Onna Jirō chō (女次郎長?)
- 1939 : Yukinojō henge: Yamitarō zange (雪之丞変化 闇太郎懺悔?)

#### Années 1940
- 1940 : Bijo sakura: Bōfūhen (美女桜 暴風篇?)
- 1940 : Bijo sakura: Reimeihen (美女桜 黎明篇?)
- 1940 : Tsuma koi gasa (妻恋笠?)
- 1940 : Naminori budō (波乗り武道?)
- 1940 : Araki Mataemon (荒木又右衛門?)
- 1941 : Yajikita torimono dōchū (弥次喜多捕物道中?)
- 1941 : Furisode goten (振袖御殿?)
- 1941 : Edo no aozora (江戸の青空?)
- 1941 : kaika no Yajikita (開化の弥次喜多?)
- 1943 : Hoppō ni kane ga naru (北方に鐘が鳴る?)
- 1946 : Hogaraka shūkan: Kibō no funade (朗らか週間 希望の船出?)
- 1946 : Ōmu wa nan o nozoita ka (鸚鵡は何を覗いたか?)
- 1947 : Jigoku no kao (地獄の顔?)
- 1947 : Hana aru seiza (花ある星座?)
- 1947 : Nagasaki monogatari (長崎物語?)
- 1948 : Kare to tomo ni sarinu (彼と共に去りぬ?)
- 1948 : Busō keikantai (武装警官隊?)
- 1948 : Yōki na machi (陽気な街?)
- 1948 : Yūkyō no mure (遊侠の群れ?)
- 1949 : Fransesca no kane (フランチェスカの鐘, Furanchesuka no kane?)
- 1949 : Satsujinki (殺人鬼?)
- 1949 : Bara wa naze akai (薔薇はなぜ紅い?)
- 1949 : Kage hōshi: Kan'ei saka no kettō (影法師 寛永坂の決闘?)

#### Années 1950
- 1950 : Zoku kage hōshi (続影法師?)
- 1950 : Rakuda no umasan (らくだの馬さん?)
- 1950 : Yajikita bugiugi dōchū (弥次喜多ブギウギ道中?)
- 1950 : Fūun Konpira-san (風雲金比羅山?)
- 1950 : Kuroi hana (黒い花?)
- 1951 : Jigoku no kettō (地獄の血闘?)
- 1951 : Kemono no yado (獣の宿?)
- 1951 : Kurama Tengu: Kakubei jishi (鞍馬天狗 角兵衛獅子?)
- 1951 : Kurama Tengu: Kurama no himatsuri (鞍馬天狗 鞍馬の火祭?)
- 1952 : Hatamoto taikutsu otoko: Edo-jō makaritōru (旗本退屈男 江戸城罷り通る?)
- 1952 : Shusse tobi (出世鳶?)
- 1952 : Kurama Tengu: Tengu kaijō (鞍馬天狗 天狗廻状?)
- 1952 : Mazō (魔像?)
- 1952 : Ushiwakamaru (牛若丸?)
- 1952 : Hibari hime: Hatsuyume dōchū (ひばり姫初夢道中?)
- 1953 : Tōkon (闘魂?)
- 1953 : Abare jishi (あばれ獅子?)
- 1953 : Hana no shōgai (花の生涯?)
- 1954 : Oyakusha henge (お役者変化?)
- 1954 : Nuregami Gonpachi (濡れ髪権八?)
- 1954 : Surōnin biyori (素浪人日和?)
- 1954 : Chūshingura: Hana no maki, yuki no maki (忠臣蔵 花の巻、雪の巻?)
- 1954 : Shichihenge tanuki gotenu (七変化狸御殿?)
- 1955 : Gokumonchō (獄門帳?)
- 1955 : Ōnin emaki: Yoshino no tōzoku (応仁絵巻 吉野の盗族?)
- 1956 : Ōatari otoko ichidai (大当り男一代?)
- 1956 : Ruten (流転?)
- 1956 : Tsuruhachi Tsurujirō (鶴八鶴次郎?)
- 1956 : Bantsuma tsuizen kinen eiga: Kyōraku gonin otoko (阪妻追善記念映画 京洛五人男?)
- 1957 : Utau yajikita: Ōgon dōchū (歌う弥次喜多 黄金道中?)
- 1957 : Le Visage (顔, Kao?)
- 1957 : Ōedo fūun emaki: Ten no me (大江戸風雲絵巻 天の眼?)
- 1957 : Dai Chūshingura (大忠臣蔵?)
- 1957 : Samurai Nippon (侍ニッポン?)
- 1958 : Suttobi gojūsantsugi (すっ飛び五十三次?)
- 1958 : Gendai mushuku (現代無宿?)
- 1958 : Taikōki (太閤記?)
- 1958 : Dai Tōkyō tanjō: Ōedo no kane (大東京誕生 大江戸の鐘?)
- 1959 : Shura zakura (修羅桜?)
- 1959 : Hana no Banzuiin (花の幡随院?)
- 1959 : Ganryūjima zen'ya (巌流島前夜?)

#### Années 1960
- 1960 : Dakine no naga wakizashi (抱寝の長脇差?)
- 1960 : Teki wa Honnō-ji ni ari (敵は本能寺にあり?)
- 1960 : Anmitsu hime no musha shugyō (あんみつ姫の無者修行?)
- 1961 : Ōsaka yarō (大阪野郎?)
- 1962 : Gishi shimatsuki (義士始末記?)

### Comme scénariste
- 1941 : Edo no aozora (江戸の青空?)
- 1943 : Hoppō ni kane ga naru (北方に鐘が鳴る?)